# بود جونسون
بود جونسون (بالإنجليزية: Budd Johnson)‏ هو عازف ساكسفون أمريكي، ولد في 14 ديسمبر 1910 في دالاس في الولايات المتحدة، وتوفي في 20 أكتوبر 1984 في كانساس سيتي في الولايات المتحدة.

## وصلات خارجية
- بود جونسون على موقع IMDb (الإنجليزية)
- بود جونسون على موقع ميوزك برينز (الإنجليزية)
- بود جونسون على موقع أول ميوزيك (الإنجليزية)
- بود جونسون على موقع ديسكوغز (الإنجليزية)